# 方健儀
方健儀（英語：Akina Hung Fong Kin Yee，1977年1月28日—），前香港新聞工作者，現為自由身工作者。出道於香港電台，曾任職無綫新聞首席記者兼主播。

## 背景

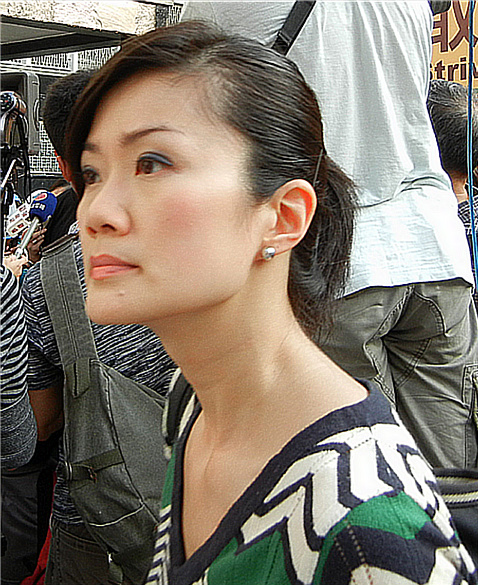
2011年某外景採訪

方健儀早年居住在香港島上環禧利街的分租房，於四歲時移居沙田新田圍邨富圍樓，其後再於1991年遷入馬鞍山錦英苑錦強閣，有一姊一妹。曾就讀於沙田官立小學及沙田官立中學文科班，香港中學會考及香港高級程度會考均各自取得3A佳績，在小學是校內風紀。由於認為記者是偉大的職業，她自小學六年級已立志向傳媒行業發展，1999年畢業於香港中文大學新聞與傳播學院，後於1999年至2006年間加入香港電台中文新聞部任職記者，曾於電台報道新聞，為時一個月。在香港電台任職約一年多，曾被有線新聞挖角並引薦她擔任記者兼有線新聞台主播，但她表示仍熱愛專注採訪工作而拒絕。方健儀於2004年負笈英國伯明翰大學修讀國際關係碩士課程，畢業後一度為聯合國總部工作。曾在2005年11月19日採訪時任美國總統喬治·布殊訪華和同年12月中採訪在香港舉行的世界貿易組織第六次部長級會議。
2006年2月，方健儀加入香港無綫新聞任高級記者，主要採訪重點新聞、治安、交通及衛生方面的新聞。2007年2月起兼任主播，主持《午間新聞》及《晚間新聞》；2007年11月3日起亦開始兼任《六點半新聞報道》的主播。2009年1月，方獲晉升為港聞組首席記者（至2012年離職前）。2009年2月2日因無綫新聞進行改革，開始兼任《晚間新聞》星期一至五之常規主播。2011年8月26日，她在個人微博暗示自己將駐北京，暫不再主持《晚間新聞》，並寫上「新聞報道完啦，晚安」。同年9月6日首次擔任無綫新聞駐北京記者，為期約兩個月。
2012年1月31日，她於同日擔任《六點半新聞報道》及《晚間新聞》的主播，這是她於2008年12月26日後再次擔任《六點半新聞報道》的主播。2月7日再次同樣擔任《六點半新聞報道》及《晚間新聞》的主播。2012年2月24日，方健儀最後一晚擔任《晚間新聞》主播；於新聞完結時，方健儀如常以「新聞報道完畢」結束新聞報道後突然低頭一秒，面對鏡頭略帶緊張地以哽咽語調講出「多謝支持，後會有期，再見」；無綫新聞主題音樂隨即響起，燈光調暗。方健儀主播生涯與當晚《晚間新聞》同告一段落。《晚間新聞》播放完後，有同事送上寫有「最佳女主播」和她的頭像的蛋糕告別。2012年2月25及26日，分兩輯播出的警務處處長曾偉雄專訪，是方在無綫記者生涯中的最後一個報導。
2012年4月1日，方健儀轉職廉政公署高級新聞主任，至2014年10月2日約滿離職後全面自由身工作。2015年4月6日重返香港電台，主持香港電台第一台節目《精靈一點》至今。同年9月主持無綫節目《望子成才》。同年12月為BOMBA主持《星期七檔案-DSE》毅進文憑廣告。2015年，她在何韻詩「十八種香港HOCC」演唱會上演唱舊曲新詞作品〈中東與綜〉（原曲：〈風箏與風〉，主唱：Twins），內容取材自無綫新聞主播麥詩敏錯讀「中東呼吸綜合症」事件。2016年1月11日獲得毛記電視《第一屆十大勁曲金曲分獎點禮》香港區最受歡迎女歌星。
她現時是自由身工作者。既會接洽司儀主持工作，又會參與電視節目。另外，也會提供司儀或公關培訓和撰寫專欄。

## 個人生活
方健儀於2010年10月10日與無綫新聞工程人員洪楚恒結婚，當日無綫特別借出Tvbuddy車牌的公司車輛作為當日的結婚花車。她曾因減肥導致停經，近年熱愛運動，重拾健康。2019年在社交網絡表示以住過公屋為榮，獲網民大讚。

## 報道風格
方健儀貌似內地演員刘孜及香港無綫電視女藝員葉翠翠，常在報道中展示幽默的一面，例如在報道時親自示範戴上太陽眼鏡，以表達防止被太陽傷到眼睛的方法；在報道香港國際七人欖球賽時，她亦在香港大球場於鏡頭前身穿球衣接球；報道奧運馬術有限公司招募禮儀小姐時，於外景片段中頭頂著書，一邊講對白一邊步行。
2011年7月，方健儀於報導日本虛擬氣功的新聞時，擺出《龍珠》「龜波氣功」的手勢，結果給高登討論區網友加上光影特效惡搞改圖，其後方健儀得悉此事並沒有生氣，且在其新浪微博多謝網友的創意。2015年5月，《100毛》推出惡搞網上影片節目《毛記電視》，特別情商方「復出」作「特別新聞報道」，方更重演前無綫新聞主播龔偉怡早年在《香港早晨》中被拍得在鏡頭前「偷吃」的經典一幕。

## 新聞節目

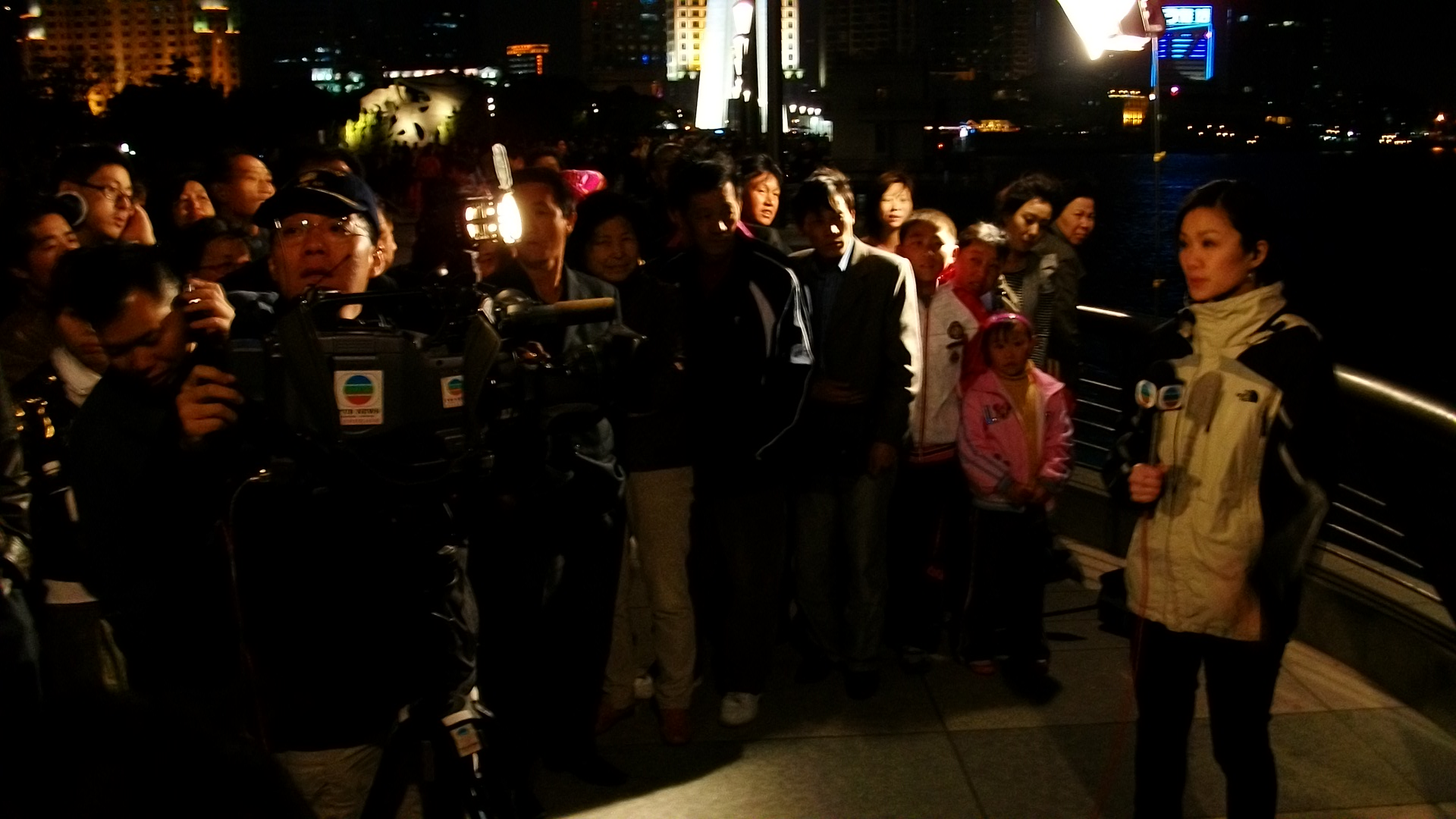
方健儀（右）在上海外灘報道世博會新聞。左邊打電話者為其夫洪楚恆

- 2008年：首次主持《2008大事回顧－國際新秩序》
- 2009年：單人主持《2009香港大事回顧》
- 2010年8月23日，於特別新聞報道馬尼拉人質事件。
- 2010年：夥拍方東昇主持《2010香港大事回顧》
- 2011年：夥拍方東昇主持《2011香港大事回顧》
- 2011年9月：擔任駐北京記者
- 《晚間新聞》（常任主播）
- 《午間新聞》（替更主播）
- 《新聞透視》（替更主持）

## 電視、網絡電視、電台節目
- 2014年：商業電台《有誰共鳴》嘉賓主持（11月8日）
- 2014年：港台電視31《文化匯長河》
- 2014年：雷霆881《葛民教育》嘉賓（11月2日及9日）
- 2015年至今：香港電台第一台《精靈一點》
- 2015年：J2《讀上癮》（5月22日）
- 2015年：翡翠台、高清翡翠台《望子成才》（與吳錫輝、馬時亨、鄧藹霖主持）
- 2015年：毛記電視《毛記電視勁曲金曲優秀選2015》演唱者（8月20日）
- 2016年：毛記電視（經Now觀星台轉播）《毛記電視第一屆十大勁曲金曲分獎典禮》演唱者（1月11日）
- 2016年：毛記電視（經ViuTV轉播）《萬千呃Like賀台慶》嘉賓主持（5月11日）
- 2016年：翡翠台《望子成才 － 美國篇》（與吳錫輝、馬時亨、鄧藹霖主持）
- 2017年：奇妙電視中文台《帶阿媽去旅行》
- 2017年（9月22日及9月29日）：香港天文台專欄節目《氣象冷知識》（與梁榮武主持）
- 2019年：香港開電視《Fit 開有條路》（第二輯）

## 劇集
- 2015年：港台電視31《識法保積金2》 飾 新聞報導員
- 2015年：港台電視31《證義搜查線3》之《守業》
- 2019年：ViuTV《詭探前傳》 飾 方健儀
- 2021年：港台電視31《格外樓神》之真相（上、下） 飾 魏素文
- 2022年：ViuTV《野人老師》 飾 方健儀

## 電影
- 2016年：《寒戰II》 飾 陳嘉儀
- 2016年：《導火新聞線》 飾 李思思

## 廣告
- 2015年：糖尿天使[16]
- 2015年：香港海關網售侵權貨[17]
- 2016年：獅王潔白物語[18]
- 2016年：出前一丁[19]
- 2017年：Acuvue隱形眼鏡[20]
- 2017年：Remescar HK[21]
- 2017年：Dr. Omega[22]
- 2017年：琥珀教育英國教育展[23]
- 2017年：環凱移民[24]
- 2017年：獅王萃然親肌沐浴露[25]
- 2018年：怡保康[26]
- 2021年：FMI至匯投資[27]

## 作品
- 環保幼苗何時茁壯？ （页面存档备份，存于）（香港中文大學第十四期《大學線》）
- 《新秀新論─複雜難明 不均參與》 （页面存档备份，存于）（香港中文大學第二十二期《大學線》）
- 《破天方》散文集

## 榮譽
- 2003年，方健儀任職香港電台期間，憑著其中一篇題為「信用卡客戶慎防誤墮債網」的作品，榮獲消費者委員會所舉辦的消費權益新聞報道獎2003 - 電台組別「金獎」[28]。
- 2011年，方健儀奪得《讀者文摘》的最具公信性的新聞主播（Reader's Digest Trusted Television News Presenter 2011, Hong Kong）[29]。
- 2016年毛記電視《第一屆十大勁曲金曲分獎典禮》：亞太區最受毛毛歡迎觀眾大獎
- 2016年毛記電視《第一屆十大勁曲金曲分獎典禮》：十大勁曲金曲（第四位）《中東與綜》
- 2016年毛記電視《第一屆十大勁曲金曲分獎典禮》：香港區最受歡迎女歌星